# Sonja Mjøen
Sonja Mjøen, född 25 december 1898 i Kristiania, död 25 februari 1993, var en norsk skådespelare och författare. Hon var syster till skådespelarna Fridtjof och Jon Lennart Mjøen och var 1932–1946 gift med författaren Axel Kielland.

## Filmografi (urval)
- 1927 – Eleganta svindlare
- 1947 – Sankt Hans fest
- 1948 – Trollforsen
- 1951 – Vad vore livet utan dig